# Sandonà Calcio 1998-1999
Questa voce raccoglie le informazioni riguardanti il Sandonà Calcio nelle competizioni ufficiali della stagione 1998-1999.

## Rosa
| N. |                   | Ruolo | Calciatore       |
| -- | ----------------- | ----- | ---------------- |
|    | Italia (bandiera) | A     | Filippo Barban   |
|    | Italia (bandiera) | D     | Cristian Bari    |
|    | Italia (bandiera) | D     | Fabio Bolletta   |
|    | Italia (bandiera) | C     | Luca Brustolin   |
|    | Italia (bandiera) | A     | Francesco Ciullo |
|    | Italia (bandiera) | P     | Marco Conte      |
|    | Italia (bandiera) | C     | Damiano Damiani  |
|    | Italia (bandiera) | A     | Simone Facchini  |
|    | Italia (bandiera) | D     | Marco Ferrante   |
|    | Italia (bandiera) | P     | Claudio Furlan   |

| N. |                   | Ruolo | Calciatore          |
| -- | ----------------- | ----- | ------------------- |
|    | Italia (bandiera) | C     | Nicola Mestriner    |
|    | Italia (bandiera) | C     | Alessandro Piovesan |
|    | Italia (bandiera) | D     | Luigino Sandrin     |
|    | Italia (bandiera) | D     | Davide Scantamburlo |
|    | Italia (bandiera) | C     | Evans Soligo        |
|    | Italia (bandiera) | C     | Andrea Stampetta    |
|    | Italia (bandiera) | A     | Simone Temporini    |
|    | Italia (bandiera) | D     | Luca Varchetta      |
|    | Italia (bandiera) | C     | Davide Vascotto     |
|    | Italia (bandiera) | D     | Roberto Vecchiato   |

## Risultati

### Campionato

#### Girone di andata
| 6 settembre 1998 1ª giornata | Baracca Lugo | 0 – 1 | San Donà |  |

| 13 settembre 1998 2ª giornata | San Donà | 1 – 2 | Maceratese |  |

| 20 settembre 1998 3ª giornata | Tempio | 0 – 1 | San Donà |  |

| 27 settembre 1998 4ª giornata | San Donà | 0 – 0 | Gubbio |  |

| 4 ottobre 1998 5ª giornata | Triestina | 4 – 2 | San Donà |  |

| 11 ottobre 1998 6ª giornata | San Donà | 1 – 1 | Rimini |  |

| 18 ottobre 1998 7ª giornata | Fano | 1 – 3 | San Donà |  |

| 25 ottobre 1998 8ª giornata | Faenza | 0 – 0 | San Donà |  |

| 1º novembre 1998 9ª giornata | San Donà | 0 – 0 | Giorgione |  |

| 8 novembre 1998 10ª giornata | Torres | 1 – 1 | San Donà |  |

| 22 novembre 1998 11ª giornata | San Donà | 1 – 0 | Trento |  |

| 29 novembre 1998 12ª giornata | Teramo | 2 – 2 | San Donà |  |

| 6 dicembre 1998 13ª giornata | San Donà | 2 – 1 | Viterbese |  |

| 13 dicembre 1998 14ª giornata | San Donà | 0 – 0 | Sassuolo |  |

| 20 dicembre 1998 15ª giornata | Mestre | 2 – 2 | San Donà |  |

| 23 dicembre 1998 16ª giornata | San Donà | 1 – 2 | Vis Pesaro |  |

| 6 gennaio 1999 17ª giornata | Castel San Pietro | 1 – 2 | San Donà |  |

#### Girone di ritorno
| 10 gennaio 1999 18ª giornata | San Donà | 0 – 1 | Baracca Lugo |  |

| 17 gennaio 1999 19ª giornata | Maceratese | 0 – 1 | San Donà |  |

| 24 gennaio 1999 20ª giornata | San Donà | 3 – 1 | Tempio |  |

| 31 gennaio 1999 21ª giornata | Gubbio | 0 – 0 | San Donà |  |

| 7 febbraio 1999 22ª giornata | San Donà | 2 – 1 | Triestina |  |

| 14 febbraio 1999 23ª giornata | Rimini | 0 – 1 | San Donà |  |

| 28 febbraio 1999 24ª giornata | San Donà | 2 – 0 | Fano |  |

| 7 marzo 1999 25ª giornata | San Donà | 5 – 0 | Faenza |  |

| 14 marzo 1999 26ª giornata | Giorgione | 2 – 1 | San Donà |  |

| 21 marzo 1999 27ª giornata | San Donà | 1 – 1 | Torres |  |

| 28 marzo 1999 28ª giornata | Trento | 0 – 1 | San Donà |  |

| 11 aprile 1999 29ª giornata | San Donà | 1 – 0 | Teramo |  |

| 18 aprile 1999 30ª giornata | Viterbese | 3 – 0 | San Donà |  |

| 25 aprile 1999 31ª giornata | Sassuolo | 0 – 0 | San Donà |  |

| 2 maggio 1999 32ª giornata | San Donà | 0 – 3 | Mestre |  |

| 9 maggio 1999 33ª giornata | Vis Pesaro | 1 – 1 | San Donà |  |

| 16 maggio 1999 34ª giornata | San Donà | 0 – 1 | Castel San Pietro |  |